# Vaire-le-Petit
Pour les articles homonymes, voir Vaire (homonymie).
Vaire-le-Petit est une ancienne commune française située dans le département du Doubs en région Franche-Comté.
Par arrêté du 12 mai 2016, depuis le 1er juin 2016, Vaire-le-Petit et Vaire-Arcier fusionnent pour former une commune nouvelle de Vaire.

## Géographie
Contiguë à l'agglomération de Novillars, le site occupe l'emplacement d'un ancien méandre du Doubs, abandonné par la rivière il y a quelques millions d'années.

### Transport
La commune est desservie par la ligne  74  du réseau de transport en commun Ginko.

## Histoire
Le Petit Verre en 1614 ; Verre-le-Petit en 1705 ; Le Petit-Vaire en 1744 ; Vaire-le-Petit en 1789. L'exploitation d'une carrière de groise au lieu-dit La Montoillotte en bordure de la route nationale fut à l'origine de la découverte d'un matériel probablement moustérien de la période protohistorique du Bronze final de la civilisation de Hallstatt. Puis ce furent au même lieu sept sépultures entourées de dallettes calcaires, ces différents éléments prouvant une présence humaine dès cette époque. Au cours de la période féodale, l'histoire de la communauté ne peut être dissociée de celle de Vaire-le-Grand dont la dénomination de Vaira apparaît en 1264. Il faut attendre 1789 dans le Cahier de Dôlence pour voir les deux communes différenciées. Pourtant la séparation était latente depuis au moins 1659, et avant 1676 le Petit Vaire dépendait du bailliage de Vesoul, alors que le Grand Vaire dépendait de celui d'Ornans. La famille MAILLOT, installée au village avant 1653, s'est multipliée et, encore en 1860, six membres du conseil municipal sur neuf portent ce patronyme.

## Politique et administration
| Période                                  | Période     | Identité           | Étiquette | Qualité              |
| ---------------------------------------- | ----------- | ------------------ | --------- | -------------------- |
| mars 2001                                | 31 mai 2016 | Jean-Noël Besançon | DVG       | Agriculteur retraité |
| Les données manquantes sont à compléter. |             |                    |           |                      |

## Démographie
L'évolution du nombre d'habitants est connue à travers les recensements de la population effectués dans la commune depuis 1793. Pour les communes de moins de 10 000 habitants, une enquête de recensement portant sur toute la population est réalisée tous les cinq ans, les populations de référence des années intermédiaires étant quant à elles estimées par interpolation ou extrapolation. Pour la commune, le premier recensement exhaustif entrant dans le cadre du nouveau dispositif a été réalisé en 2004.

En 2015, la commune comptait 799 habitants, en évolution de +301,51 % par rapport à 2009 (Doubs : +1,88 %, France hors Mayotte : +2,11 %).
| 1793 | 1800 | 1806 | 1821 | 1831 | 1836 | 1841 | 1846 | 1851 |
| ---- | ---- | ---- | ---- | ---- | ---- | ---- | ---- | ---- |
| 94   | 83   | 78   | 73   | 75   | 85   | 76   | 65   | 64   |

| 1856 | 1861 | 1866 | 1872 | 1876 | 1881 | 1886 | 1891 | 1896 |
| ---- | ---- | ---- | ---- | ---- | ---- | ---- | ---- | ---- |
| 65   | 80   | 77   | 78   | 67   | 65   | 82   | 96   | 109  |

| 1901 | 1906 | 1911 | 1921 | 1926 | 1931 | 1936 | 1946 | 1954 |
| ---- | ---- | ---- | ---- | ---- | ---- | ---- | ---- | ---- |
| 108  | 114  | 106  | 80   | 100  | 93   | 115  | 90   | 129  |

| 1962 | 1968 | 1975 | 1982 | 1990 | 1999 | 2004 | 2006 | 2009 |
| ---- | ---- | ---- | ---- | ---- | ---- | ---- | ---- | ---- |
| 198  | 210  | 197  | 171  | 177  | 197  | 195  | 194  | 199  |

| 2014 | 2015 | - | - | - | - | - | - | - |
| ---- | ---- | - | - | - | - | - | - | - |
| 236  | 799  | - | - | - | - | - | - | - |

Familles existant en 1850
Biétrix, Maillot, Vannier.

## Lieux et monuments
La tuilerie de Vaire-le-Petit, du XVIIe siècle, inscrite monument historique en 2001 et récemment rénovée, et officiellement ré-inaugurée le 19 juin 2010.
Elle fait vivre le patrimoine local  par divers types d'animations sociales, culturelles, artistiques et solidaires.